# Palacio del Marqués de Huarte (Tudela)
El palacio del Marqués de Huarte de Tudela (Navarra) es un espléndido palacio barroco de mediados del siglo XVIII, Tiene dos fachadas, en la calle Mercadal y en las Herrería. Está situada en el Casco Antiguo de la ciudad. Actualmente acoge la Biblioteca Yanguas y Miranda y el Archivo Municipal de Tudela.

## Descripción general
Es un monumental edificio barroco en el que destacan ante todo las pinturas decorativas en la fachada del Mercadal, también de estilo barroco y su impresionante doble escalera imperial. El edificio se cubre con una impresionante cubierta compuesta de doce pequeñas bóvedas, cuya cúpula central es elíptica con linterna, y cuatro pechinas adornados con angelotes. En él se conserva la Carroza de los Marqueses de San Adrián, una berlina de estilo rococó francés del siglo XVIII. 

## Historia y cronología de construcción
El palacio del Marqués de Huarte fue construido entre 1742 y 1745. Fue una obra realizada por Diego Antonio Huarte y Escudero, vecino de Tudela, heredero del mayorazgo de Diego de Huarte y Armendáriz. Fue el primer marqués de Huarte por concesión de Carlos IV el 14 de febrero de 1796 y llegó a ejercer como alcalde de Tudela en varias ocasiones (1740-1741, 1762). 
El edificio fue restaurado en 1986, y desde 1987 acoge la Biblioteca y el Archivo Municipal.

## Galería

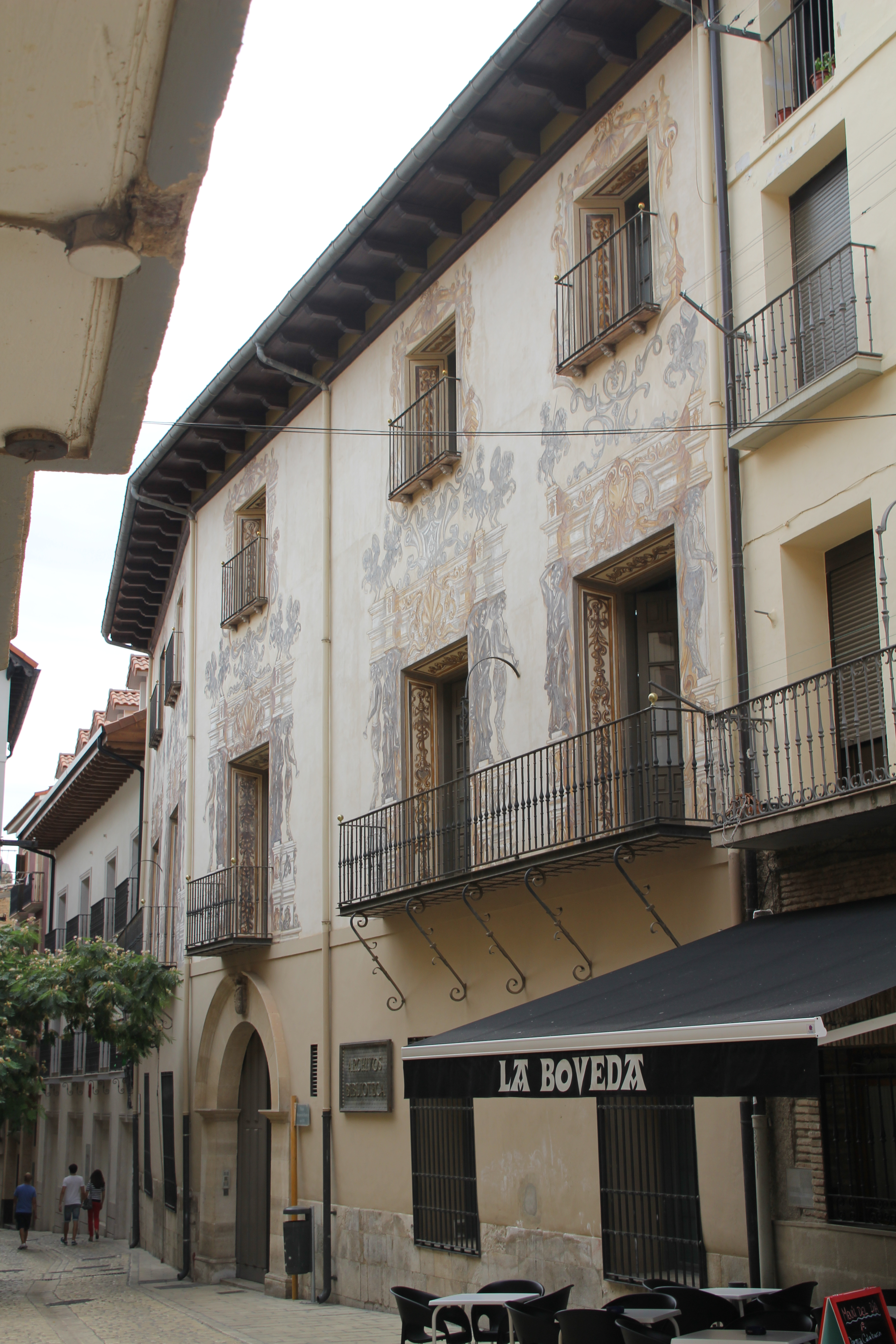
Fachada posterior a la calle Mercadal (Tudela)
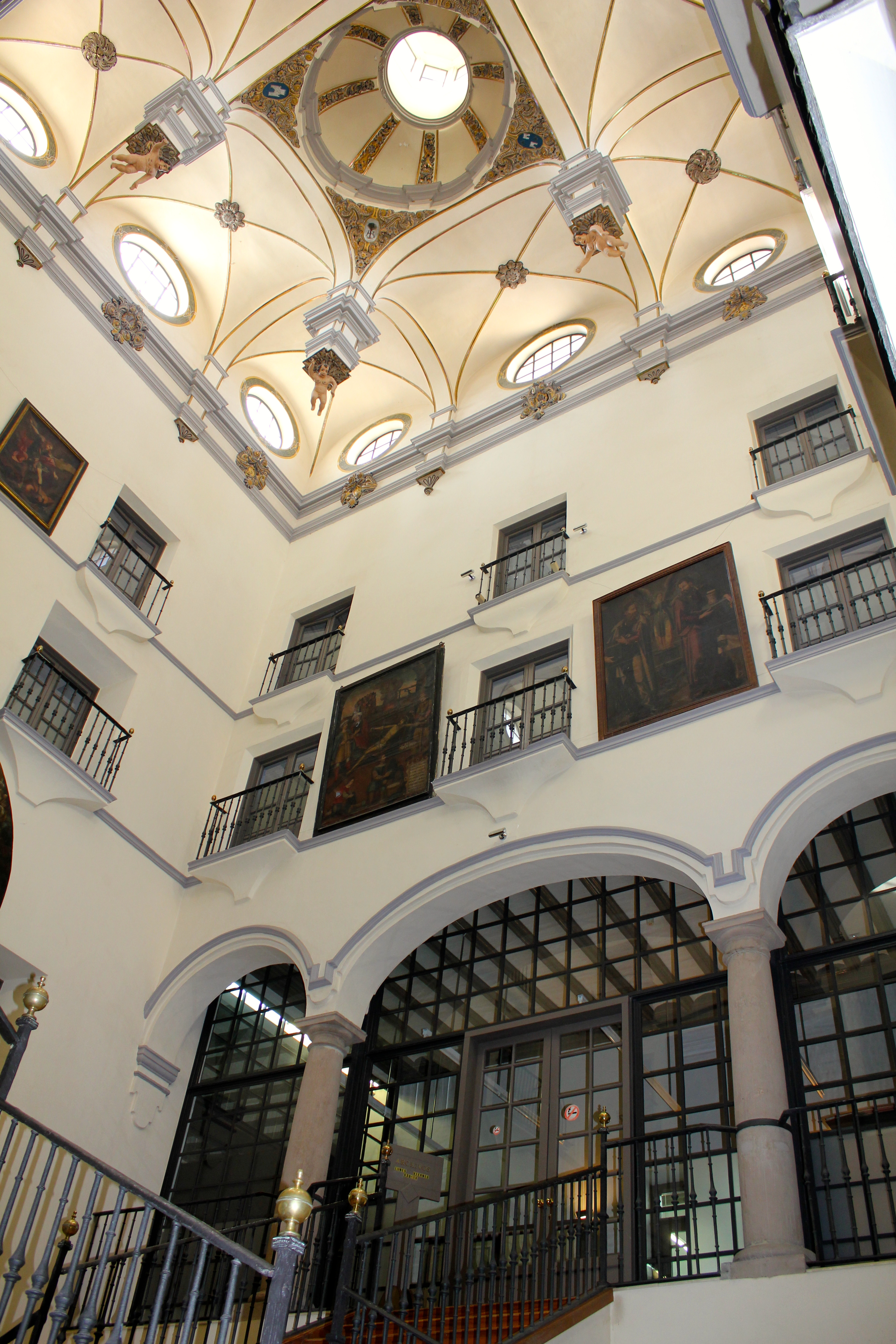
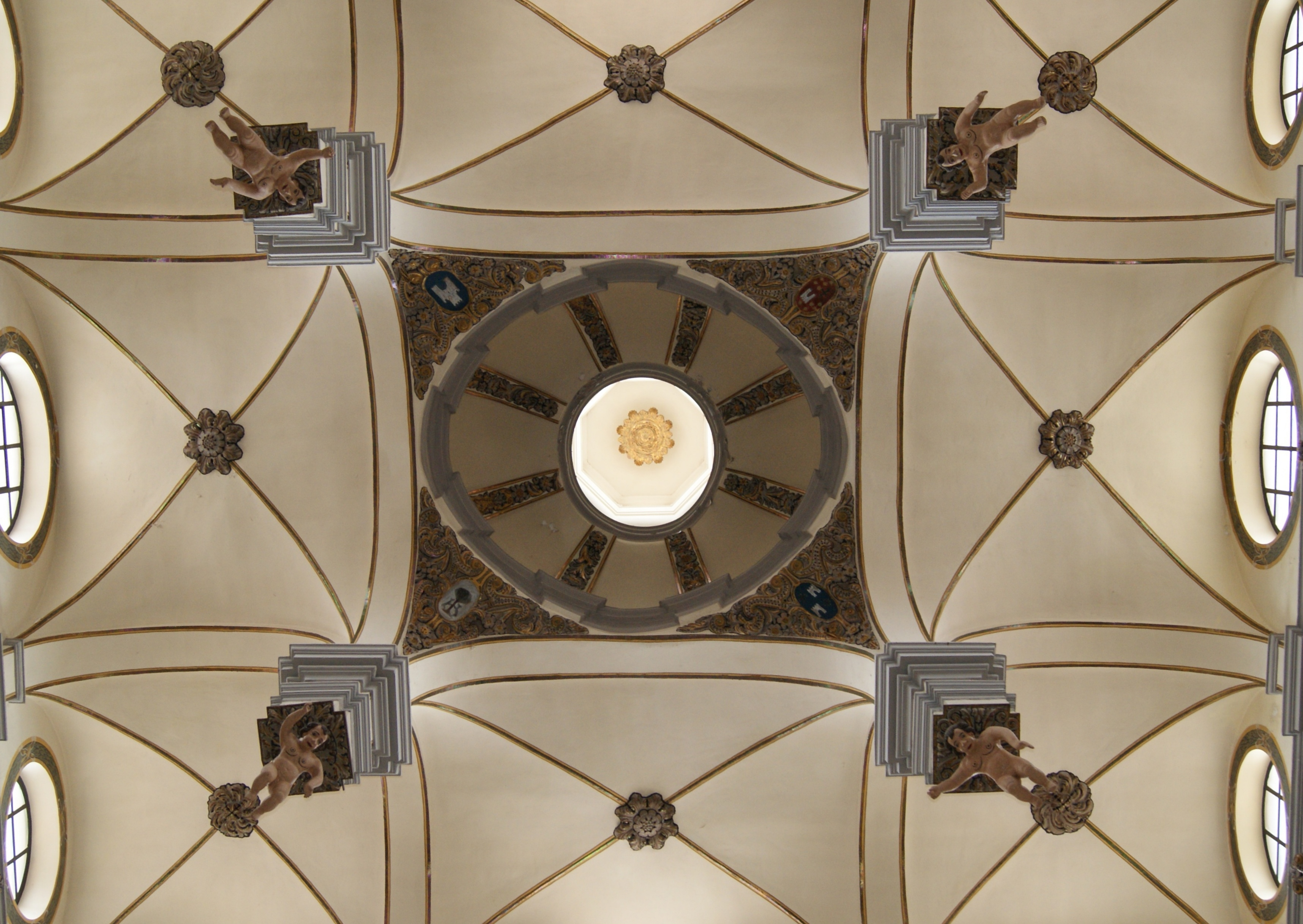
Palacio del Marqués de Huarte - Bóveda
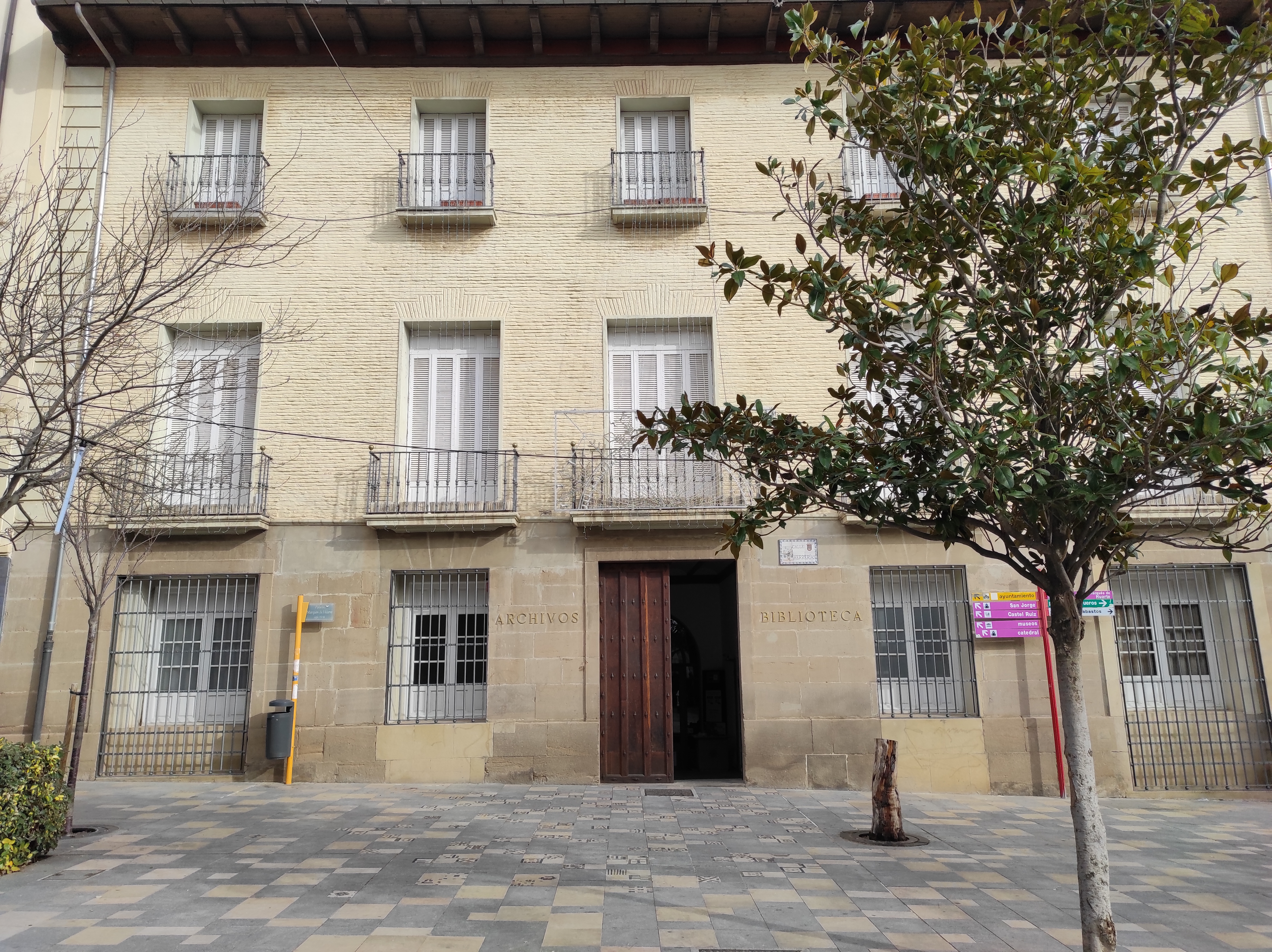
Fachada a la calle Herrerías (Tudela)
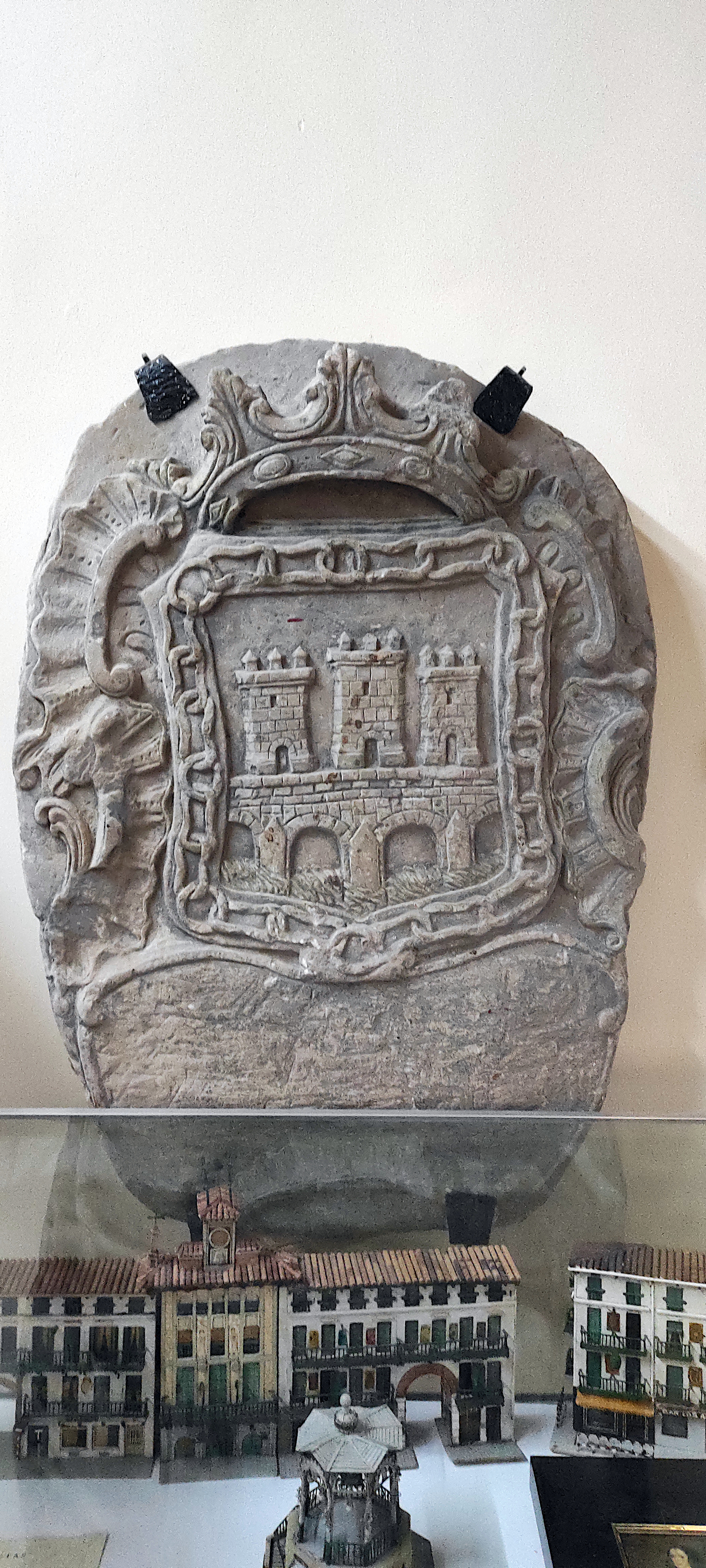
Escudo de Tudela (1586)
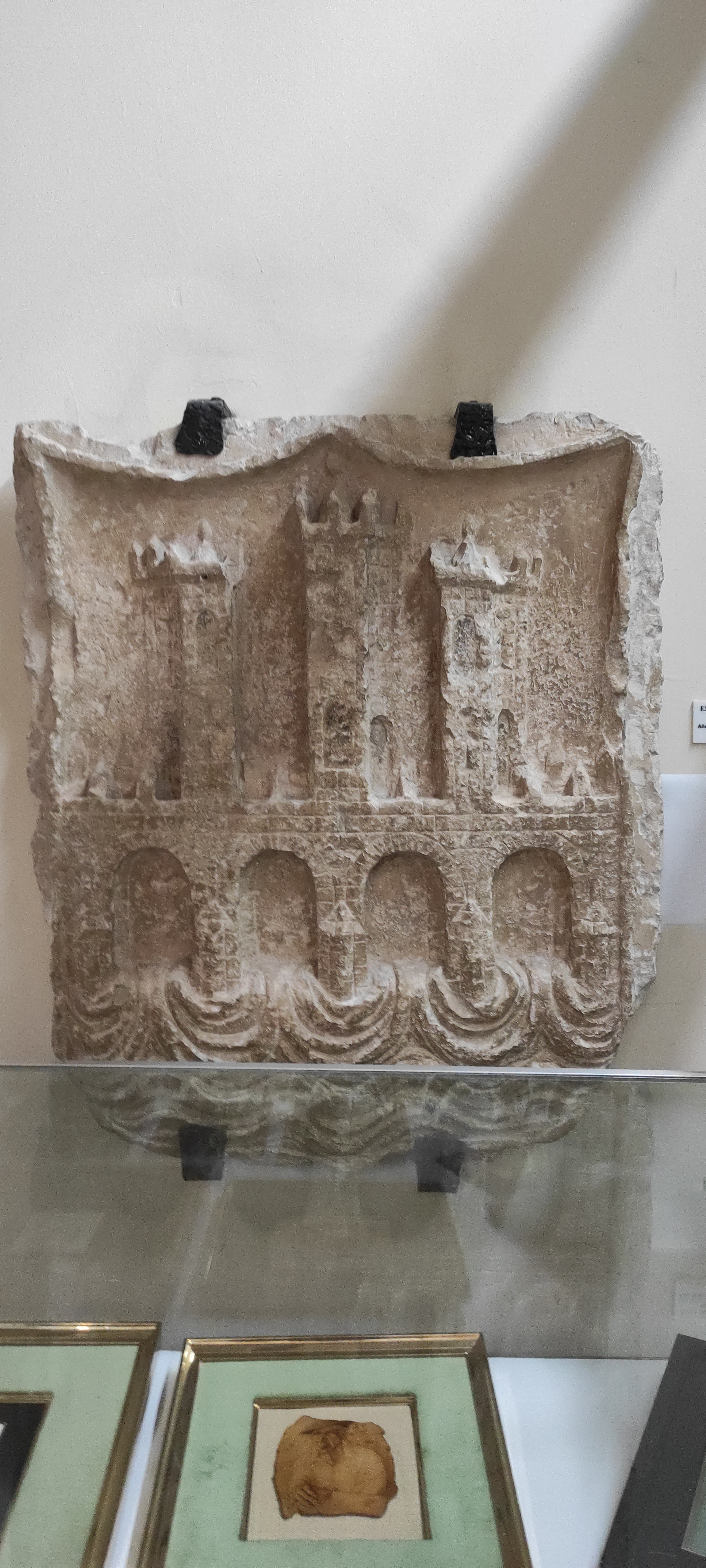
Escudo de Tudela (1530)
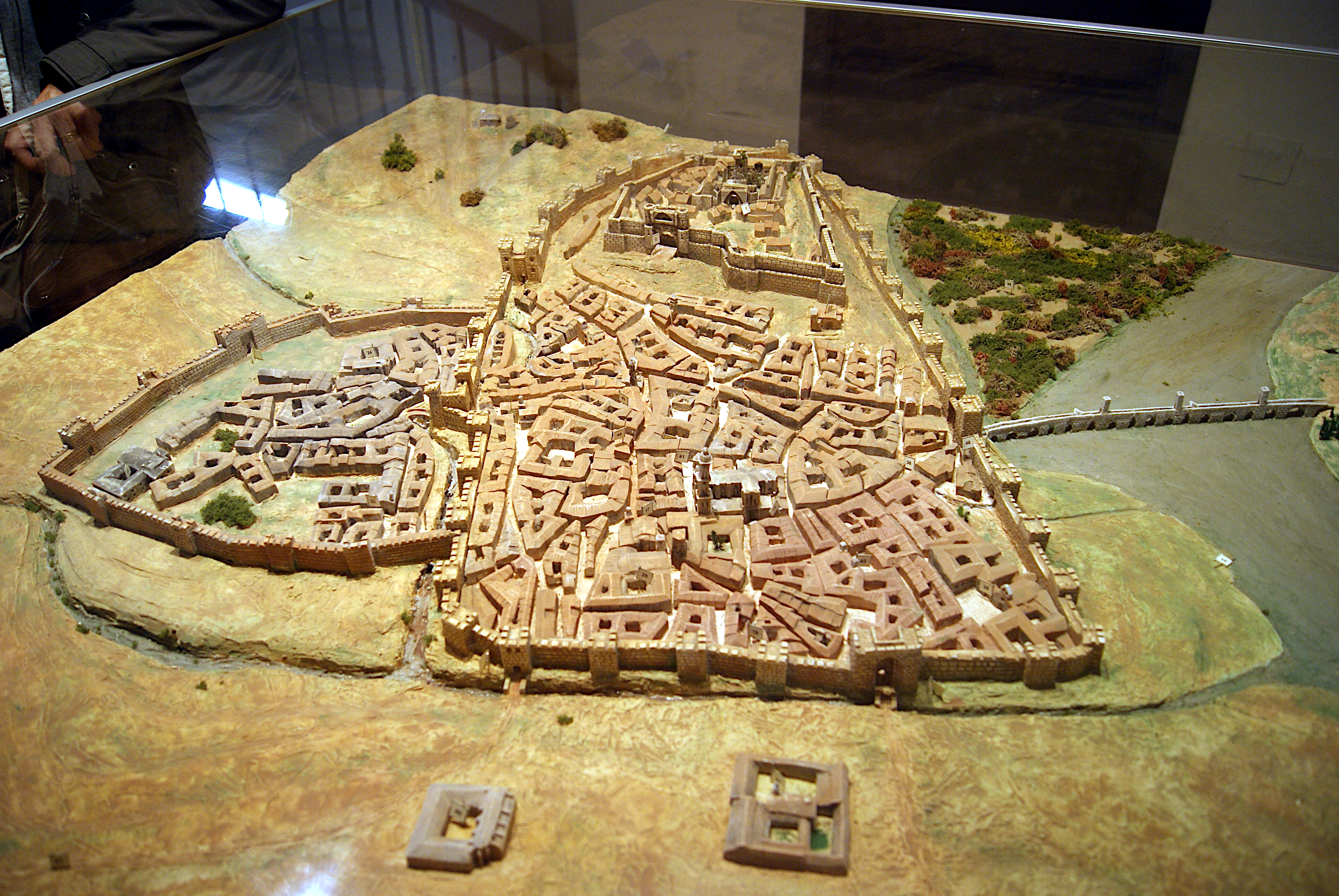
Maqueta de la Tudela medieval